# Defensie-eiland
Het Defensie-eiland is een schiereiland in de Nederlandse stad Woerden, gelegen tussen station Woerden en het centrumgebied.

## Ligging
Het eiland met een omvang van circa 3 hectare is omringd door water, namelijk door de binnen- en de buitengracht, die beide in verbinding staan met de Oude Rijn. Aan de oostzijde van het eiland stroomt het riviertje de Korte Linschoten in de Rijn. De vorm van het terrein is ontstaan door het gedeeltelijk dempen van de vroegere binnen- en buitengracht die rondom Woerden lopen. De stervormige structuur van het retranchement is daarbij verdwenen, evenals een deel van de gracht rondom het kasteel.

## Geschiedenis
Het zuidoostelijk deel van de stad Woerden hield vanaf de opheffing van de vestingstatus in 1874 een militaire functie. Verschillende bedrijfsonderdelen van de landmacht hebben gebruikgemaakt van het eiland. In eerste instantie, vanaf 1873, was in het Kasteel van Woerden, het Centraal magazijn van kleding en uitrusting gevestigd van het Departement van Oorlog gebruikt.
Oorspronkelijk huurde het Ministerie van Oorlog het eiland, maar in 1921 kocht het ministerie de grond van de gemeente Woerden. Aanvankelijk werden uitsluitend houten gebouwen geplaatst. Later werd in steen gebouwd.
Na de Tweede Wereldoorlog werd de naam van de eenheid veranderd in Depot Retour Goederen. Ten slotte kreeg het de naam 635e Intendance Centrale Werkplaats. De oudste gebouwen ten zuiden van het kasteel zijn de wasserij uit 1880, met het ketelhuis uit 1916. De huidige schoorsteen verving een oudere en dateert uit 1946. In deze en andere gebouwen werd gewerkt met honderden Woerdenaren aan de reiniging en reparatie van schoeisel, kleding, tenten, helmen, borstels en andere uitrustingsstukken. Er was ook een smederij en een timmerwerkplaats. Tijdens de Tweede Wereldoorlog werd er gewerkt ten behoeve van de Duitse Weermacht.
Door het gebruik tot in de jaren negentig van het eiland voor de chemische wasserij is de grond er vervuild met onder meer chloor-koolwaterstoffen en benzeen.
In 1999 werden de activiteiten beëindigd of verplaatst naar Soesterberg, naar het 630 Intendance Depot. Vanaf dat moment stond het terrein in Woerden leeg. Het terrein was de gehele periode afgesloten voor het publiek en alleen bestemd voor het ministerie van Defensie.
Eind 2005 kocht de gemeente Woerden het eiland aan om er woningbouw op te ontwikkelen.

## Nieuwbouw
Delen van de gebouwen zijn vanaf ongeveer 2014 afgebroken, om plaats te maken voor ongeveer 200 woningen. In een aantal oudere gebouwen zijn ook woningen gerealiseerd, zodat deze behouden blijven, zoals de wasserij, het ketelhuis, de tenten- en kleermakerij en het sorteergebouw voor textiel. Ook de schoorsteen van 27 meter hoog is behouden. De wasserij (ontworpen door majoor-ingenieur der genie Van Wely) en de schoorsteen zijn gemeentelijke monumenten.
De woningdichtheid is twee maal zo hoog als in de rest van de binnenstad van Woerden. Bij de ontwikkeling van het eiland is een nieuwe fietsverbinding aangelegd tussen de binnenstad en het station, met een nieuwe fietsbrug over de Singel, vernoemd naar Nelson Mandela en ontworpen door Karres en Brands landschapsarchitecten.
Het terrein is ontwikkeld door Blauwhoed. De architectenbureaus zijn onder andere Groosman Partners Architecten en Scala Architecten. Tijdens de planvorming bleek er sprake te zijn van ernstige bodemvervuiling, waardoor een bodemsanering nodig bleek.

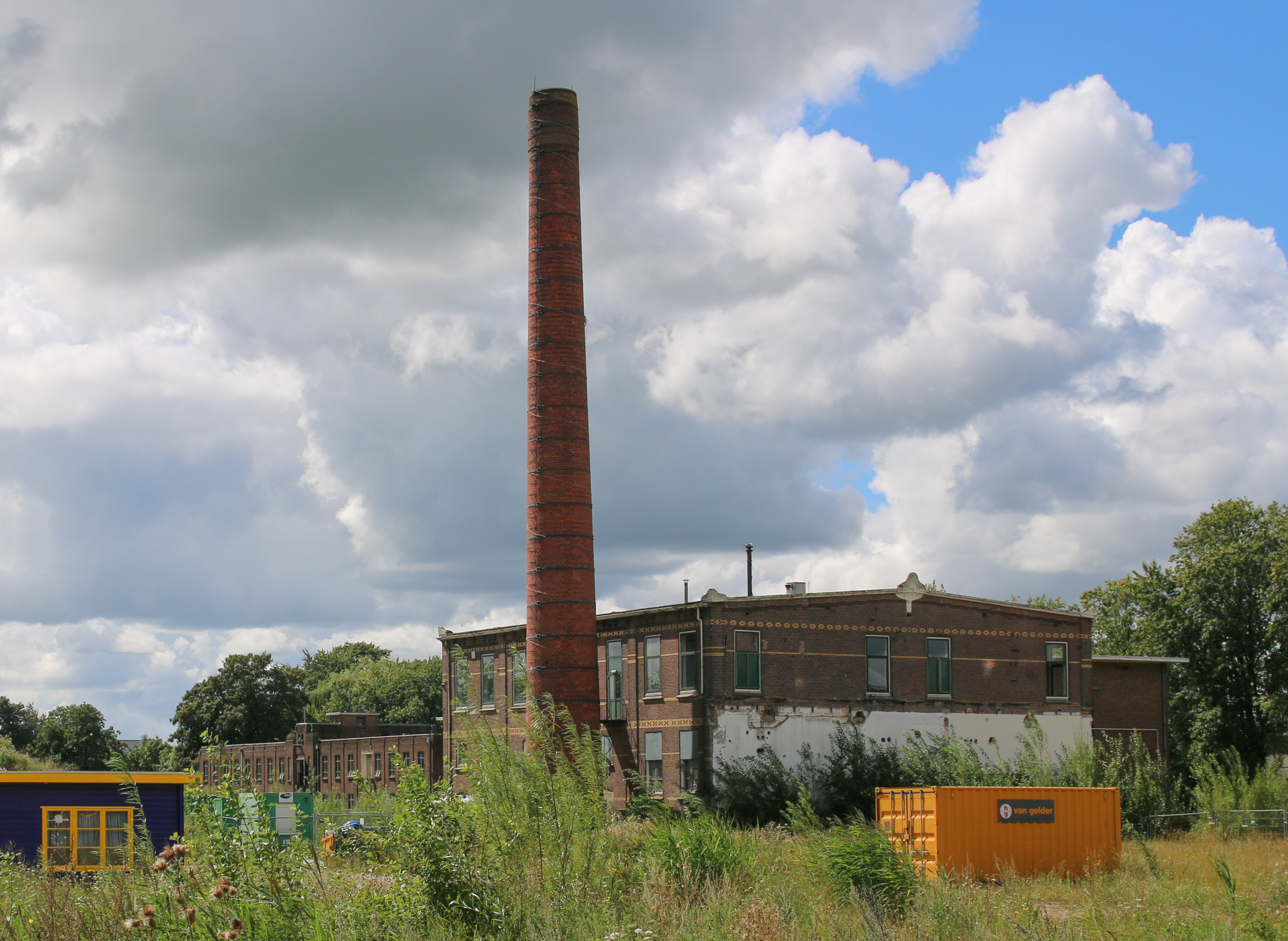
Wasserij Woerden op het Defensie-eiland 2016